# Estación El Arenal
El Arenal es una estación de ferrocarril ubicada en la ciudad de Talcahuano.

## Historia

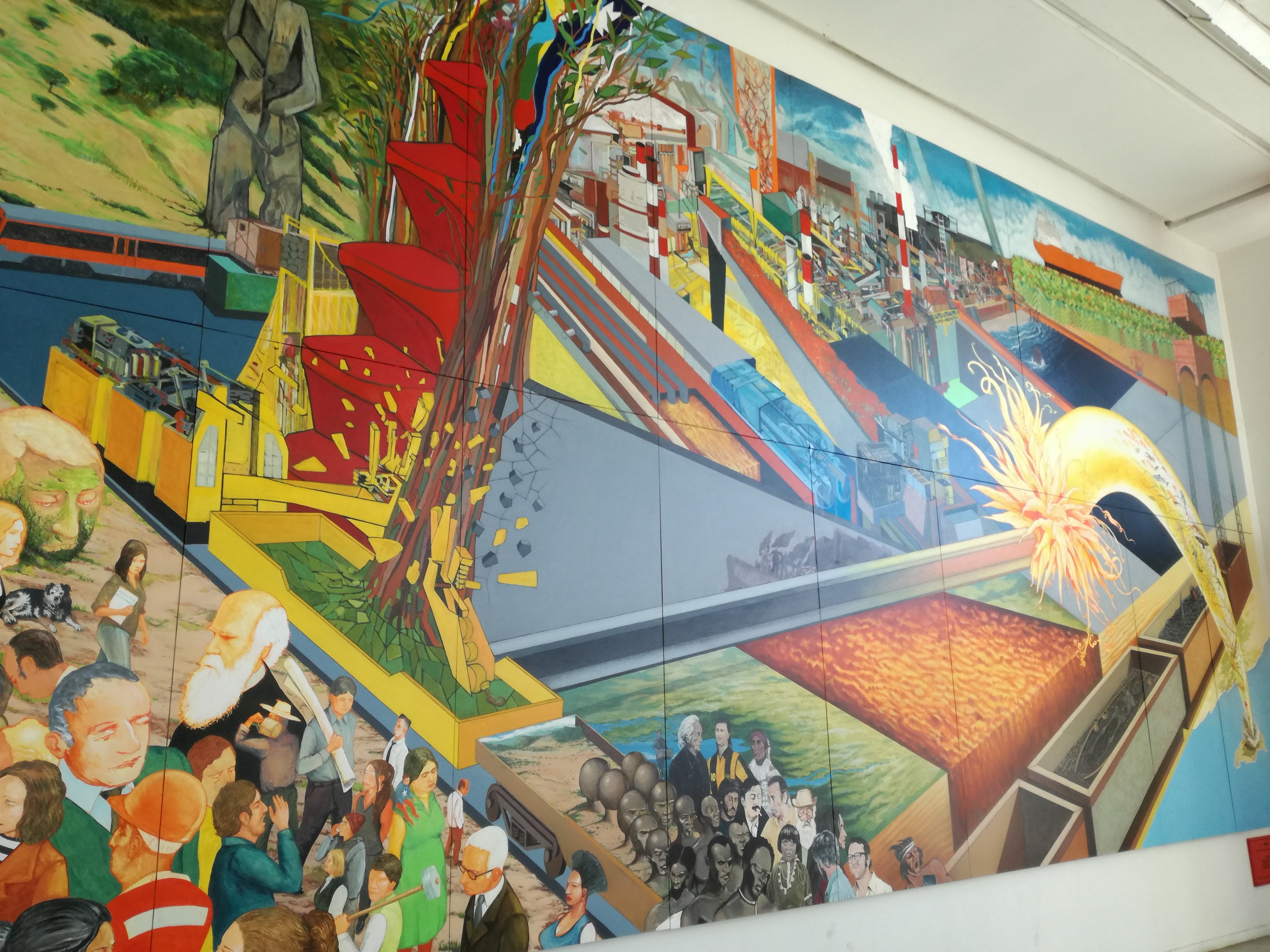
Mural ubicado en la estación.

Fue inaugurada en 1872, con el FC Talcahuano a Chillán y Angol. Luego pasó a la Red Sur de Ferrocarriles del Estado. Actualmente forma parte del Ramal San Rosendo-Talcahuano y es cabecera del subramal Talcahuano-San Vicente. El edificio actual fue construido en la década de 1960, para reemplazar a la antigua Estación Talcahuano-Puerto como terminal principal de pasajeros. El Arenal se ubica a 2 km al sur del antiguo terminal. Posee una Sala de Recepción amplia con boleterías y que dan salida a los andenes 1 y 2 de Largo Recorrido, y al 3 actualmente ocupado por Biotrén. A fines de la década de 1980 decae su uso, y solo se utiliza como terminal de carga.
En 1999 es remodelada, se elimina su cafetería y se reponen los cierres perimetrales. Se renueva su pintura y su iluminación.
El 1 de diciembre de ese año se inaugura el servicio Biotrén, y los servicios locales vuelven a salir de este terminal.
El 5 de agosto de 2002 se reanuda el servicio de Largo Recorrido, Automotor Nocturno a Talcahuano, con automotores AEZ. También en ese período se adecua la estación para acoger al personal de tracción y de pasajeros (ahora Tracción Talcahuano y Pasajeros Talcahuano), y la oficina del Jefe de Estación y otras jefaturas. 
En 2005, en el marco del proyecto Biovías, se modificó su estructura, habilitándose el tercer andén, con una nueva estructura. Además se le remodeló la boletería y se pusieron torniquetes. Adicionalmente, se modifica el estacionamiento con los andenes de llegada del servicio de Buses Integradores Biobús que aún no operan. Actualmente es una de las Estaciones Intermodales del Biotrén, es parte de la Línea 1 (L1). Esta estación es además un importante terminal de carga y posee los talleres ferroviarios de Fepasa. También Temoinsa opera en la estación para el mantenimiento del nuevo equipo rodante. Esta estación fue terminal provisorio antes de su ampliación a mercado en 2005.

## Servicios

### Anteriores
- Automotor a Talcahuano (Suspendido indefinidamente).

### Actuales
Desde la década de 1990 la estación presta servicios entre Talcahuano, Concepción y Laja. Es para el 1 de mayo de 2008 que inician los servicios del actual tren Talcahuano-Laja. El servicio presta ocho servicios diarios.

### Carga
- Servicios Ferroviarios 
  - Ferrocarril del Pacífico S.A. y TRANSAP utilizan el extenso patio de cargas, para hacer maniobras, armar y desarmar convoyes de trenes cargueros.

- Otros servicios 
  - Bomba de petróleo diésel, perteneciente a Ferrocarril del Pacífico S.A., y que surte a locomotoras diésel - eléctricas de la misma empresa, así como TRANSAP y la Empresa de los Ferrocarriles del Estado
  - Oficina de Operaciones Talcahuano de Ferrocarril del Pacífico S.A.
  - Taller Ferroviario Talcahuano de Ferrocarril del Pacífico S.A.